# Johnny Hartburn
John Hartburn (20 tháng 12 năm 1920 – 22 tháng 1 năm 2001) là một cầu thủ bóng đá người Anh từng thi đấu ở vị trí tiền vệ chạy cánh trái ở Football League.